# تو (آلبوم)
 تو نام یک آلبوم موسیقی اثر محمد خاکپور، هنرمند ایرانی است که در سبک پاپ تهیه شده و دارای ۹ آهنگ است.

## فهرست آهنگ‌ها
| ردیف | آهنگ         |
| ۱    | از ما بهترون |
| ۲    | یارم کیه     |
| ۳    | حلقه         |
| ۴    | تو           |
| ۵    | افسوس        |
| ۶    | آرزو         |
| ۷    | کویر         |
| ۸    | مادر         |
| ۹    | نامه آخر     |